# سيدني كريستيانو دوس سانتوس
سيدني كريستيانو دوس سانتوس (بالتركية: Tita)‏ هو لاعب كرة قدم برازيلي وتركي في مركز الهجوم، ولد في 20 يوليو 1981 في ريو دي جانيرو في البرازيل. لعب مع أنطاليا سبور وأنقرة غوجو وعثمانلي سبور ومرسين إيدمانيوردو ونادي إيتوانو.

## وصلات خارجية
- سيدني كريستيانو دوس سانتوس على موقع اتحاد تركيا (لاعب) (الإنجليزية)
- سيدني كريستيانو دوس سانتوس على موقع قاعدة بيانات كرة القدم.إي يو (الإنجليزية)
- سيدني كريستيانو دوس سانتوس على موقع عالم كرة القدم.نت (الإنجليزية)